# Cratère de Paasselkä

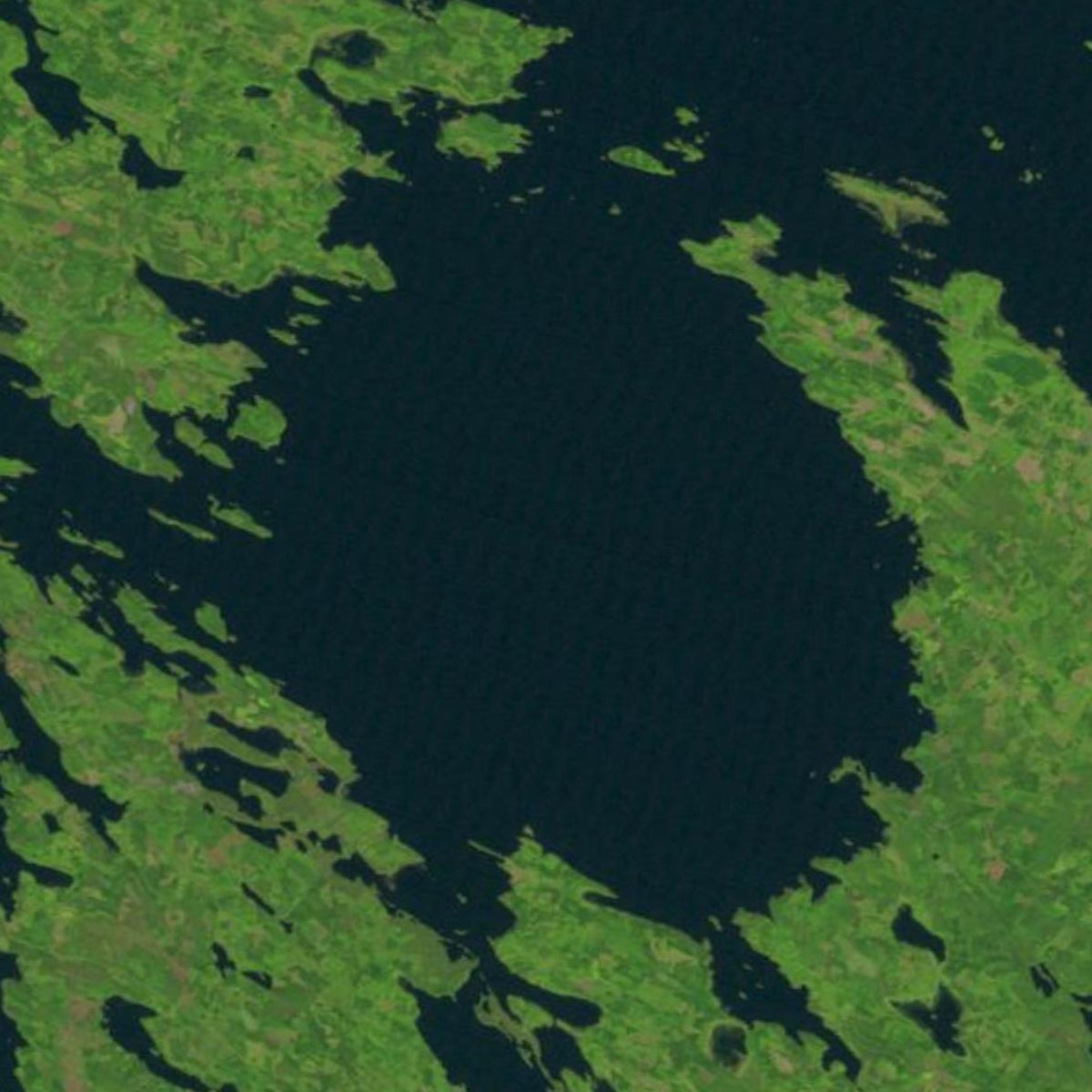
Photo satellite du lac Paasselkä

Le cratère de Paasselkä est un cratère d'impact érodé, devenu un lac de forme globalement ovale. Il est situé en Savonie du Sud, Finlande.
Sa longueur maximale est de 13 km et sa largeur est de 9 km. Il a une profondeur maximum de 75 m, assez inhabituelle pour un lac de cette région. Son âge est estimé inférieur à 1 800 millions d'années.